# 北ボルネオ会社

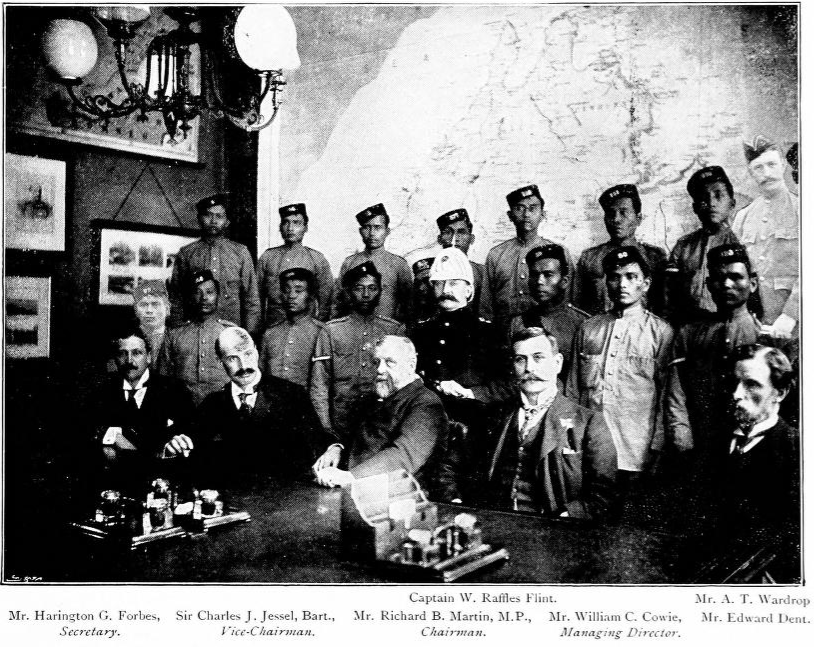
Board of directors

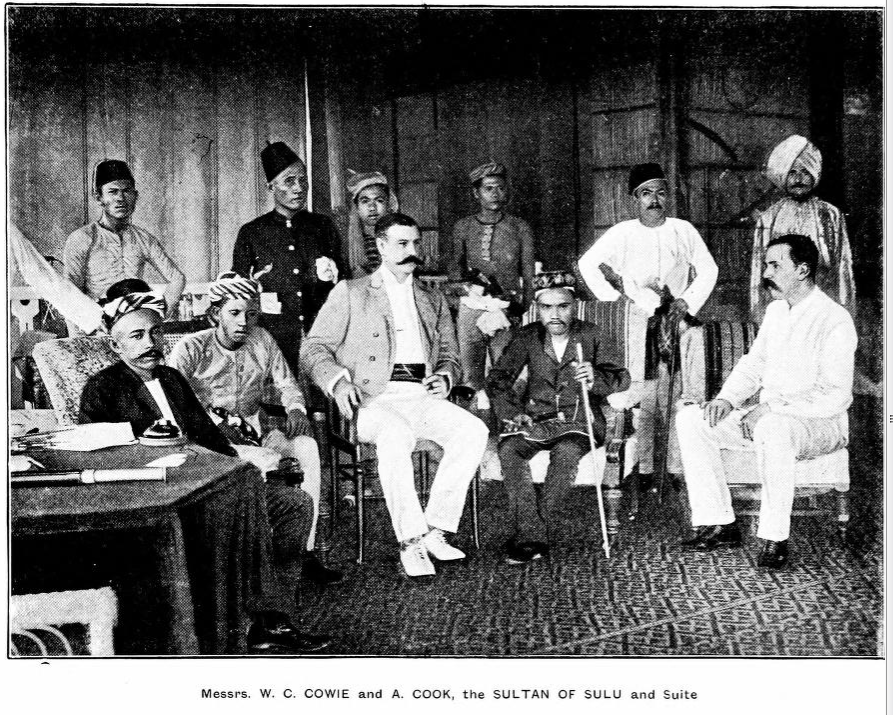
W. C. Cowie, Managing Director with the Sultan of Sulu

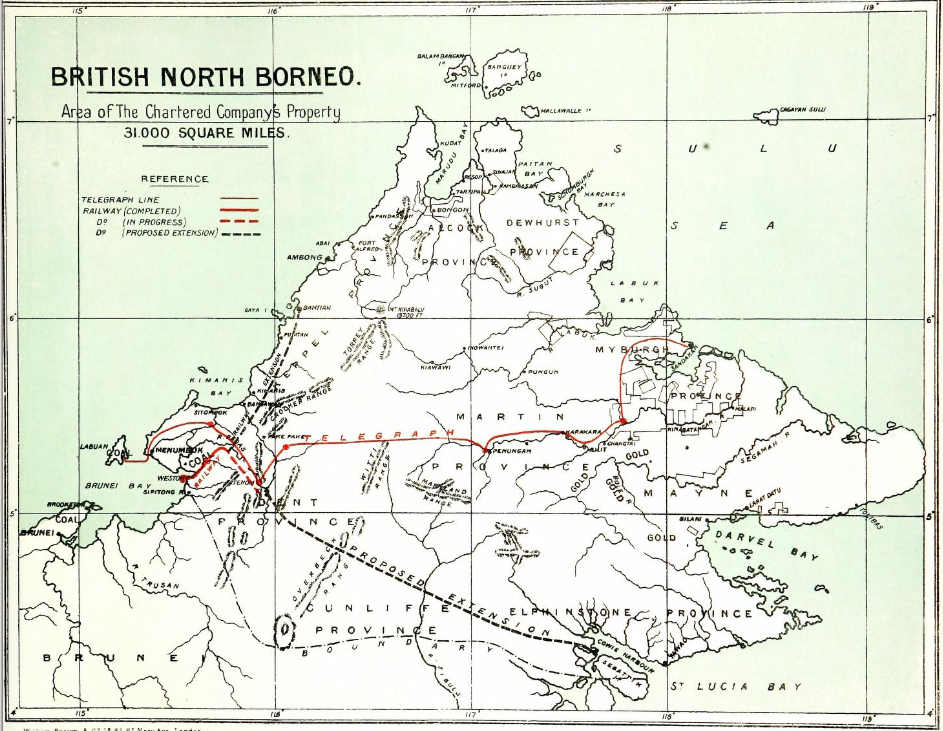
Area of the Chartered Company's Property

北ボルネオ会社（きたボルネオがいしゃ、英語: North Borneo Chartered Company）またはイギリス北ボルネオ会社（イギリス-、British North Borneo Company）は、北ボルネオ（現在のサバ州）を統治するために、1881年8月にアルフレッド・デントらが設立したイギリスの勅許会社。

## 歴史
現在のサバ州に当たる地域はブルネイ王国の支配下にあったが、1877年から1878年にかけてスルタンから土地の割譲を受け、同地の統治を目的として1881年に北ボルネオ会社が設立された。
設立当初は、北インドのシク教徒を警官とするために連れてきて、法律を制定した。そして貿易を盛んにし、政治システムや法や罰則を施行するための裁判所を導入し、ジェッセルトン（現在のコタキナバル）からテノム（Tenom）まで鉄道を敷き、農産物のバーター貿易を奨励し、プランテーションを造園した。1882年、北ボルネオ会社はガヤ島（Pulau Gaya）の居住区に創設され、1年後に本国よりサバ州統治の委任を受けた。
1888年に北ボルネオはイギリスの保護領（イギリス保護国北ボルネオ）となるが、統治は引き続き同社に任された。
しかし1897年にサバの部族によってガヤ島居住区が襲撃されて焼け落ち、以後再建されることは無かった。
1946年に同社が統治していた土地の所有権はイギリス政府に移り、同国の直轄植民地になった。